# Elisabetsystrarna i Sverige

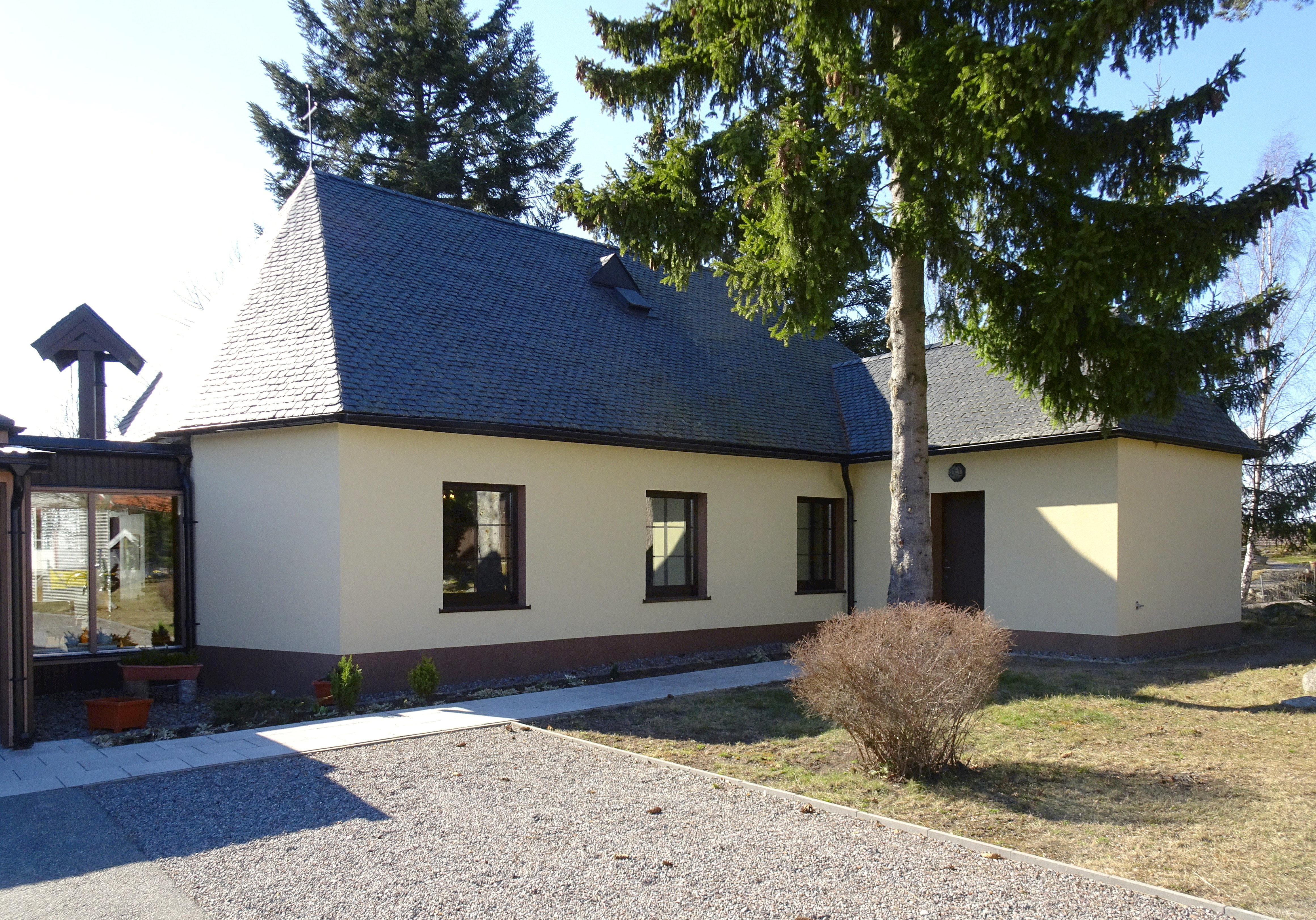
Elisabetsystrarnas kapell på Stäketvägen 7 i Stäket. Kapellet uppfördes 1954 efter ritningar av arkitekt Erik Stark.

Elisabetsystrarna i Sverige är den svenska delen av den katolska orden Sancta Elisabeths systrar. Elisabetsystrarna har sina lokaler på Stäketsvägen 7 i Stäket i Järfälla kommun i Stockholms län.

## Löfte
Elisabethsystrarna är en tysk romersk-katolsk sammanslutning, som grundades 1842. Föreningen är uppkallad efter den heliga Elisabet av Thüringen, även kallad helgonet Elisabeth av Ungern. I Malmö har Elisabethsystrarna funnits sedan 1874, då de startade sin verksamhet. De ägnade sig åt sjukvård och undervisning och uppförde ett eget sjukhem 1929. Sjukhemmet på Lilla Nygatan 3 i Malmö invigdes 1930. Den 31 december 2006 upphörde sjukhemmet vid Lilla Nygatan och de tvingades lämna Malmö. Den 30 mars 2007 sålde Elisabethsystrarna det hus man har haft sedan 1930, i 133 år. En Elisabethsyster avger löfte för tre år i taget och är förbunden att tjänstgöra i sjukvård, fattigvård och liknande. Sådana systrar verkar också i Sverige, i sin kyrkas tjänst, sedan 1866. 

## Klostret
De katolska Elisabethsystrarna startade år 1866 en verksamhet med sjukvård och åldringsvård (äldrevård) i Stockholm. De inköpte år 1944 en villa vid nuvarande Stäketvägen 7 - villa Elisabeth - som rekreations- och ålderdomshem för systrar, som arbetade där. 1951, sju år senare förvärvade de grannfastigheten - villa Maria. På långfredagen 1979 (eller var det 1980?, se nedan) brann villa Elisabeth ned och en av systrarna innebrändes. Ett nytt hus byggdes upp och villa Maria såldes.

## Kapellet

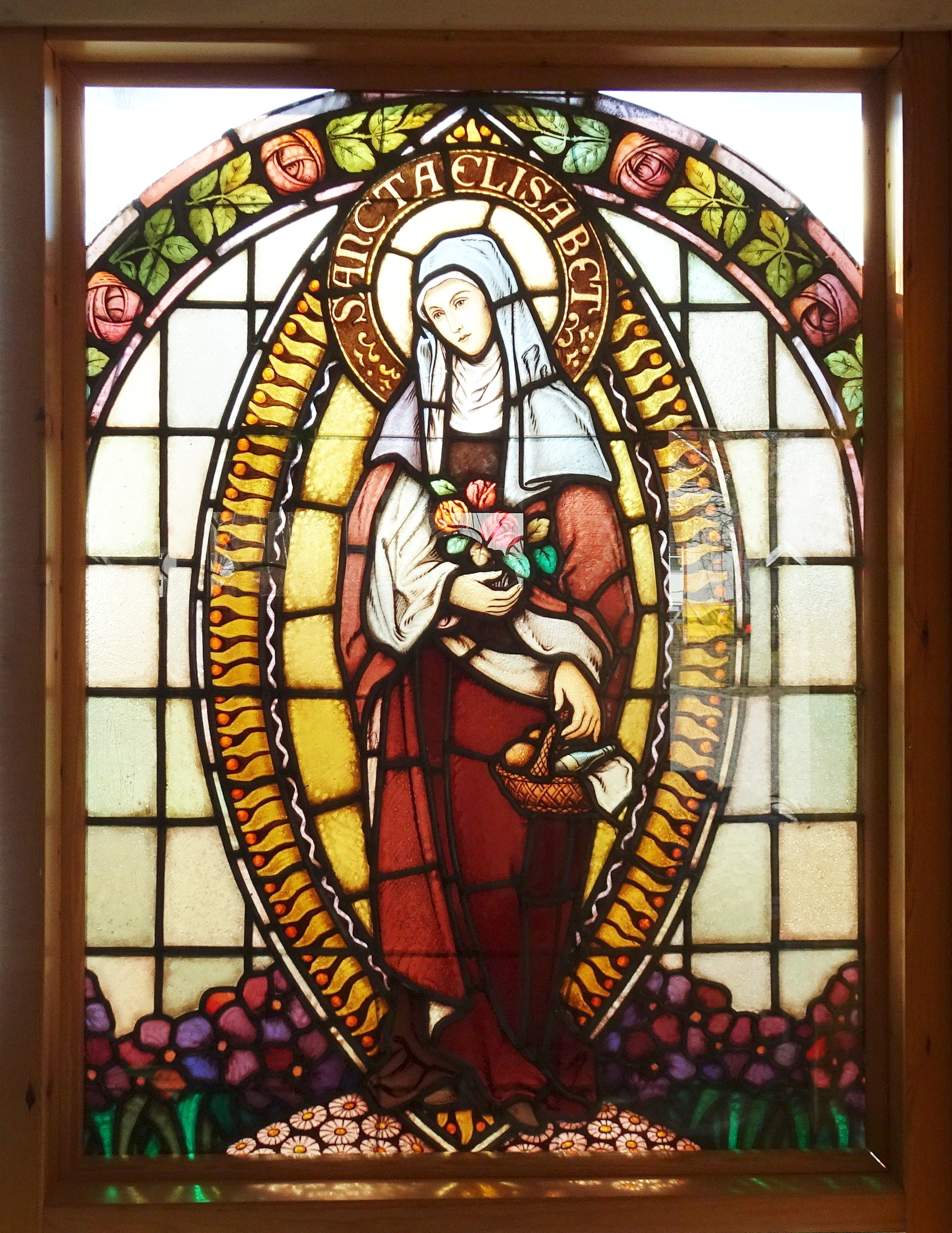
Sancta Elisabeth, fönster i kapellet i Stäket.

Varje söndag hålls gudstjänst i kapellet, som uppfördes på 1950-talet. Byggnaden har vita väggar och brunt trätak. Lektionerna hålls i samlingsrummet.  

## Invigningen av prästseminariet i de nya lokalerna
Prästseminariets lokaler i Stäket invigdes den 2 oktober 2000 av biskop Anders Arborelius (född 1949). 

## Samfundet Sancta Elisabeths Systrar

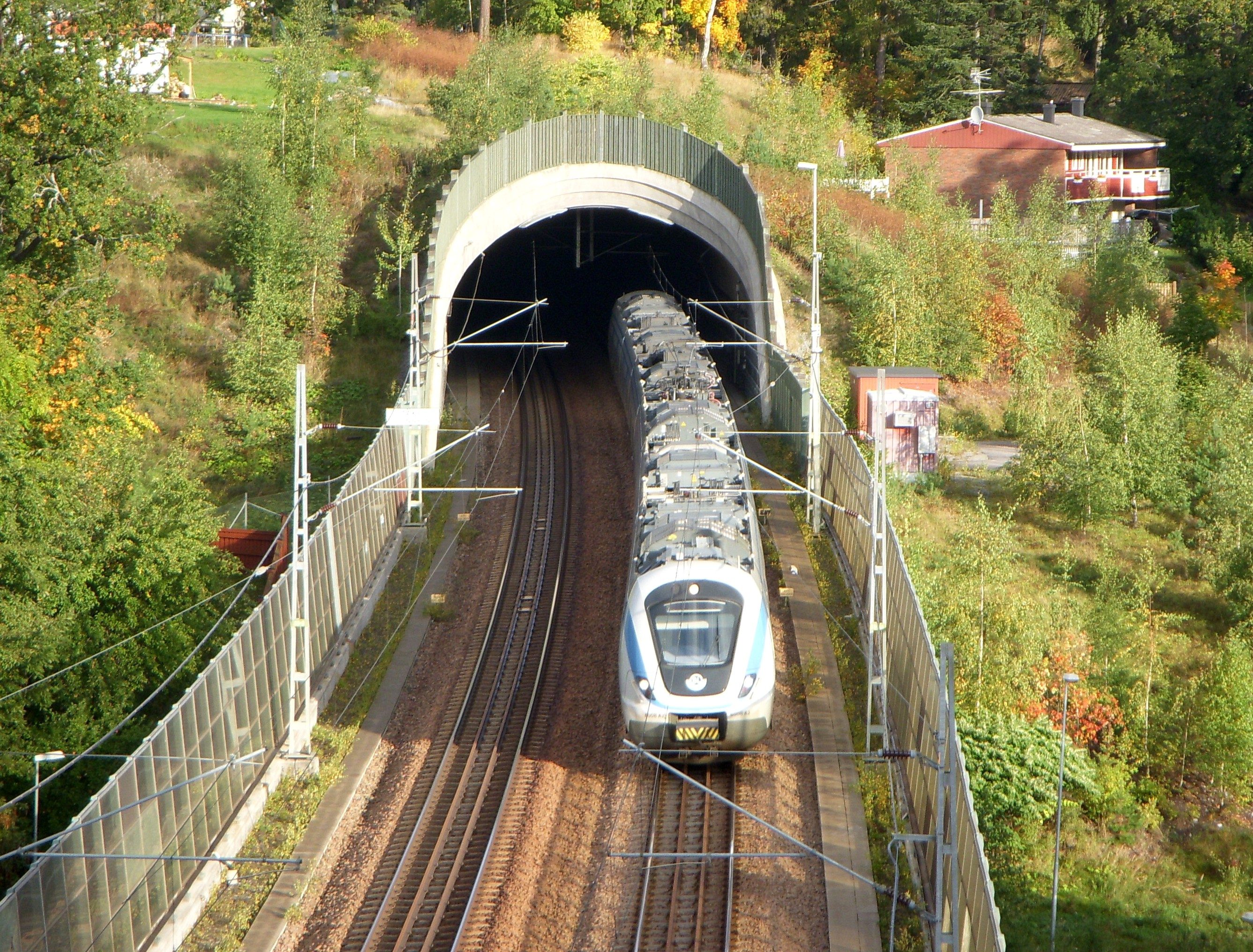
Stäkettunneln för Mälarbanan, södra tunnelmynningen. Elisabethsystrarnas hus ligger ovanför Stäkettunneln.

Elisabethsystrarnas gamla hem i Stäket har blivit stiftets nya prästseminarium. Tidigare bodde här Elisabethsystrarna och deras hem var på 1950- och 1960-talet en plats för reträtter och kurser dit många katoliker sökte sig. Den uppgiften togs sedan över av Marielund, en katolsk stiftsgård i Ekerö kommun, där det bedrivs reträtter och kursverksamhet, och Birgittasystrarnas kloster i Djursholm i Danderyds kommun, medan Elisabethsystrarna valde att göra Stäket till ett ålderdomshem för sina gamla systrar. Klostret, Birgittasystrarnas gästhem, är ett katolskt nunnekloster inom Birgittinorden beläget på Burevägen 8 och 12 i Djursholm och invigdes 1923. Det drivs som stiftelse av Birgittasystrarna, varmed Birgittinorden var återförd till Sverige efter mer än 300 år. Systrarna i Djursholm tillhör en gren av Birgittinorden, som grundades 1911 av Elisabeth Hesselblad, som helgonförklarades den 5 juni 2016.

## Byggnaden
Den gamla byggnaden i Stäket finns inte längre kvar. Det gamla huset brann ner till grunden på långfredagen 1980. Ett brinnande ljus glömdes kvar i ett rum och elden fick snabbt fäste. En syster omkom i tragedin. När systrarna byggde upp huset igen fick det en uttalad prägel av institution. Det nya huset byggdes i betong och tegel, med ordentliga trappor och vägar ut ur huset. I berget där byggnaden ligger har Banverket, som 2010 gick upp i det nybildade Trafikverket, byggt en järnvägstunnel rätt igenom berget, och då sprängdes det mycket i Stäket för den nya tunneln, Stäkettunneln. Sprängningarna av järnvägstunneln sex meter under huset ledde till skador och sprickor i väggarna, som Banverket fick ersätta. På grund av detta är huset i ett skick som är så gott som nytt.
Prästseminariet startade 1989 och har sedan dess varit inhyst vid Sankta Birgittas folkhögskola, en katolsk folkhögskola belägen på Kungsträdgårdsgatan 12 i Sankta Eugenia katolska församling i centrala Stockholm. Folkhögskolan låg ursprungligen på Södermalm i utflyttade Josefinahemmets byggnad. De nya lokalerna i Stäket är mer ändamålsenliga med ordentligt kök, dusch och toalett. I källaren finns det ett bibliotek, även om mycket av litteraturen är på tyska.

## Elisabetsystrarna i Sverige
I april 1866 sändes två Elisabethsystrar som var verksamma i Berlin till Södermalm i Stockholm. 1874 började verksamheten i Malmö där en av de båda systrarna började med hjälp i församlingen, i den katolska skolan och ambulerande sjukvård. År 1873 började stiftelsen Josephinahemmet sin verksamhet och 1876 inrättades en filial på Norra Smedjegatan i Stockholm. Josephinahemmet skulle ge skydd och vård åt icke arbetsföra medlemmar av den romersk-katolska församlingen i Stockholm. Josephinahemmet är uppkallat efter Josefina av Leuchtenberg. År 1986 övertogs byggnaden av Stiftelsen Josephinahemmet beläget på Drachmannsgatan 2 i Blackeberg i Bromma. Byggnaden moderniserades och byggdes om till ett katolskt servicehus och blev katolskt seniorboende. 
De Elisabethsystrar som idag bor i och är verksamma vid Josephinahemmet utgör en integrerad del av personalstyrkan där och har samma arbetsvillkor som övriga anställda. Elisabethsystrarna i Sverige tillhör en orden, vars medlemmar ursprungligen skulle gå ut i samhället och hjälpa sjuka och andra behövande. År 1892 kom de första Elisabethsystrarna till Gävle och 1894 till Göteborg. 1905 öppnades ett hus i Stockholm som tog hand om flickor och de äldre systrarna fick ett hem i Stäket. Kapellet i Stäket uppfördes 1954 efter ritningar av arkitekt Erik Stark. Av tidigare filialer i andra svenska städer finns utöver i Stockholm och Järfälla bara den i Malmö kvar. För närvarande (2015) finns 1787 Elisabethsystrar, av dem är 20 verksamma i Sverige.